# Eriopyga inferma
Eriopyga inferma är en fjärilsart som beskrevs av Druce. Eriopyga inferma ingår i släktet Eriopyga och familjen nattflyn. Inga underarter finns listade i Catalogue of Life.